# Kościół św. Wawrzyńca w Strzelcach Opolskich
Kościół świętego Wawrzyńca – rzymskokatolicki kościół parafialny należący do dekanatu Strzelce Opolskie diecezji opolskiej.

## Historia

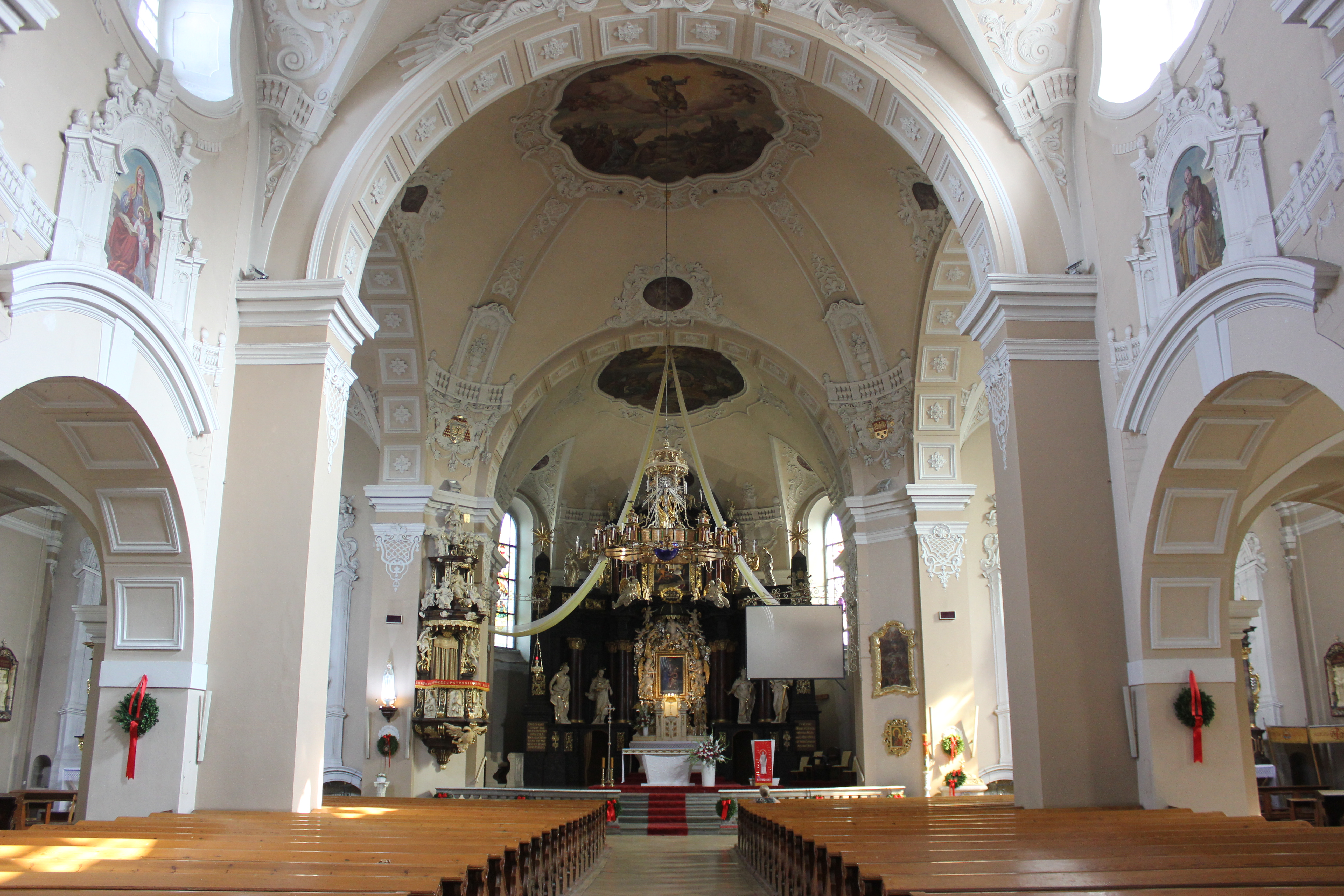
Wnętrze kościoła

Jest to budowla wzniesiona w latach 1904–1907 (w dniu 7 sierpnia 1904 roku został wmurowany kamień węgielny, natomiast w dniu 3 czerwca 1907 roku świątynia została konsekrowana).  Proboszczem parafii był w tym czasie Maksymilian Ganczarski, natomiast funkcję kierownikia budowy pełnił Georg Güldenpfennig. Z wcześniejszego kościoła zachowała się, stojąca na placu przy obecnej świątyni, wieża. 
Wyposażenie budowli pochodzi częściowo z poprzedniego kościoła. Należą do niego m.in. barokowy ołtarz główny wykonany przez wrocławskiego artystę Jana Krzysztofa Königera, ołtarze boczne, ambona a także obrazy.

## Organy
Organy, które obecnie znajdują się w kościele, zostały zbudowane przez firmę Schlag & Söhne w 1906 roku. Według katalogu firmy instrument liczył pierwotnie 40 głosów. Prospekt organowy w dawnym kościele został ponownie wykorzystany; pochodzi z organów zbudowanych przez Franza Josepha Weissa w 1796 roku. W 1938 roku instrument został przebudowany i zmodernizowany przez firmę Rieger. Nadano mu wówczas numer opus 2862. W 2013 roku organy wyremontowała firma Witolda i Wiesława Jeleniów. Obecnie mają 38 głosów.
Dyspozycja instrumentu:
| Manuał I           | Manuał II                | Pedał                 |
| ------------------ | ------------------------ | --------------------- |
| 1. Trompete 8’     | 1. Bordun 16’            | 1. Klarinette 4’      |
| 2. Scharf 3x       | 2. Geigend Prinzipal 8’  | 2. Posaune 16’        |
| 3. Mixtur 3 – 5x   | 3. Rohrflöte 8’          | 3. Hintersatz 5f      |
| 4. Kornett 3x      | 4. Salizional 8’         | 4. Choralbass 4’      |
| 5. Nachthorn 2’    | 5. Quintade 8’           | 5. Bassflöte 8’       |
| 6. Oktave 2’       | 6. Fugara 4’             | 6. Oktavbass 8’       |
| 7. Quinte 2 2/3’   | 7. Traversflöte 4’       | 7. Quintbass 10 2/3’  |
| 8. Offenflöte 4’   | 8. Blockflöte 2’         | 8. Subbass 16’        |
| 9. Oktave 4’       | 9. Sifflöte 1’           | 9. Violon 16’         |
| 10. Gemshorn 8’    | 10. Prog. harmon. 2 – 3x | 10. Prinzipalbass 16’ |
| 11. Doppelflöte 8’ | 11. Oboe 8’              |                       |
| 12. Hohlflöte 8’   | 12. Trompete 4’          |                       |
| 13. Gamba 8’       |                          |                       |
| 14. Prinzipal 8’   |                          |                       |
| 15. Prinzipal 16’  |                          |                       |